# Катинар
Катинар е механично устройство за заключване, използвано на входни врати на къщи, складове, магазини и гаражи или на шкафове, велосипеди и коли с цел да се ограничи достъпа до тях и да се предпази имуществото от кражби или повреди. Катинарът се заключва или с ключ, или с набиране на определена комбинация от числа, наречена шифър или код. Напоследък все по-често се използват и електронните катинари. Те работят с разпознаване на глас, ретина на око или отпечатък от пръст.
Първите катинари са били изработени от дърво преди около 4000 години. През XIV и XV век заключващите механизми се усъвършенстват значително.